# Alfred Uihlein
Alfred Eugene Uihlein (* 17. April 1852 in Wertheim; † 21. Februar 1935) war ein deutscher Brauer und Präsident der Joseph Schlitz Brewing Company.

## Leben
Alfred Uihlein wurde im Jahr 1852 in Wertheim am Main geboren. Dort betrieben seine Eltern, Josef Benedikt Ühlein und Katharina Krug, die Gaststätte „Gasthaus zur Krone“.
Alfred Uihlein besuchte das Gymnasium in Wertheim, bevor er als 15-Jähriger im Jahr 1867 in die USA emigrierte. Dort arbeitete er für die Joseph Uhrig Brewing Company in St. Louis und für eine weitere Brauerei in Leavenworth. 1871 zog er nach Milwaukee und begann, gemeinsam mit seinen Brüdern August, Henry und Edward für die Joseph Schlitz Brewing Company zu arbeiten.
Nach dem Tod von Joseph Schlitz im Jahr 1875 war Uihlein bis 1917 für die Firma als Superintendent tätig. Daraufhin wurde er der Nachfolger seines Bruders Henry als Firmenpräsident. Er bekleidete dieses Amt auch während der Zeit der Prohibition.
Neben seiner Tätigkeit für die Schlitz-Brauerei arbeitete Uihlein als Schulbeauftragter Milwaukees (1890–1893) und war Mitglied in etlichen Vereinen: Association of Commerce, Merchants and Manufacturers Association, Wisconsin Club, Calumet Club, Milwaukee Musical Society und West Side Turnverein. Ebenso wie seine Brüder war Uihlein an Pferdezucht und Pferderennsport interessiert.
Alfred Uihlein verstarb im Jahr 1935. Er liegt auf dem Forest Home Cemetery in Milwaukee begraben.

## Familie
Alfred Uihlein heiratete am 26. Oktober 1875 Anna Pilger (* 4. Oktober 1849; † 31. Januar 1921). Aus der Ehe gingen fünf Kinder hervor:
- Walther Oscar (* 10. September 1876; † 22. Juli 1896)
- Mathilde (* 6. Mai 1878; † 19. Juli 1944)
- William Benedict (* 18. Januar 1880; † 28. Juli 1953)
- Hermann Rudolph (* 12. Juni 1883; † 1885)
- Herbert E. (* 1. Mai 1890; † 1947)